# 平尾喜一

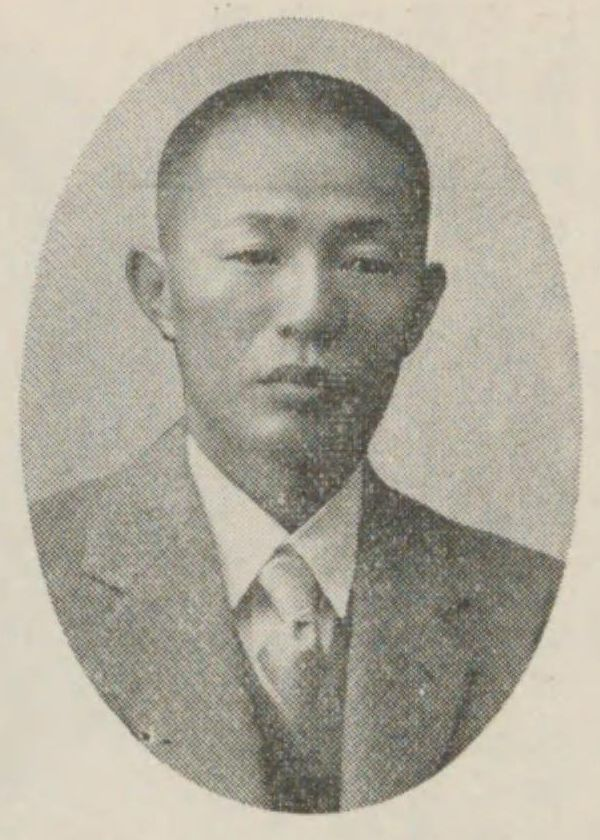
平尾喜一

平尾 喜一（ひらお きいち、1893年（明治26年）12月18日 - 1971年（昭和46年）5月28日）は、日本の実業家、政治家。貴族院多額納税者議員。

## 経歴
沖縄県、のちの那覇市で実業家・平尾喜三郎の長男として生まれる。沖縄県立第一中学校（現沖縄県立首里高等学校）を修了した。
家業の平尾商店に勤務し、その後、同商店の経営を弟・喜治郎に委ね、ライジングサン石油沖縄県代理店、新垣・平尾自動車社長、沖縄県石油統制配給社長、沖縄県自動車整備配給社長、沖縄県製瓦販売社長、琉球新報社長、沖縄新報常務取締役、那覇商工会議所議員などを務めた。
政界では、那覇市会議員を務め、1939年、貴族院多額納税者議員選挙で当選して、同年9月29日、同議員に就任し、交友倶楽部に所属して活動し、1941年5月2日に辞職した。